# Victor Nessmann

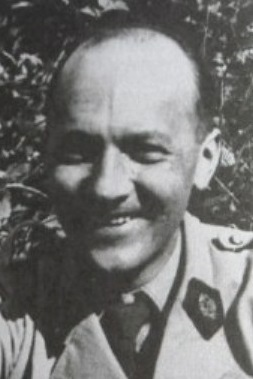
Victor Nessmann (um 1940)

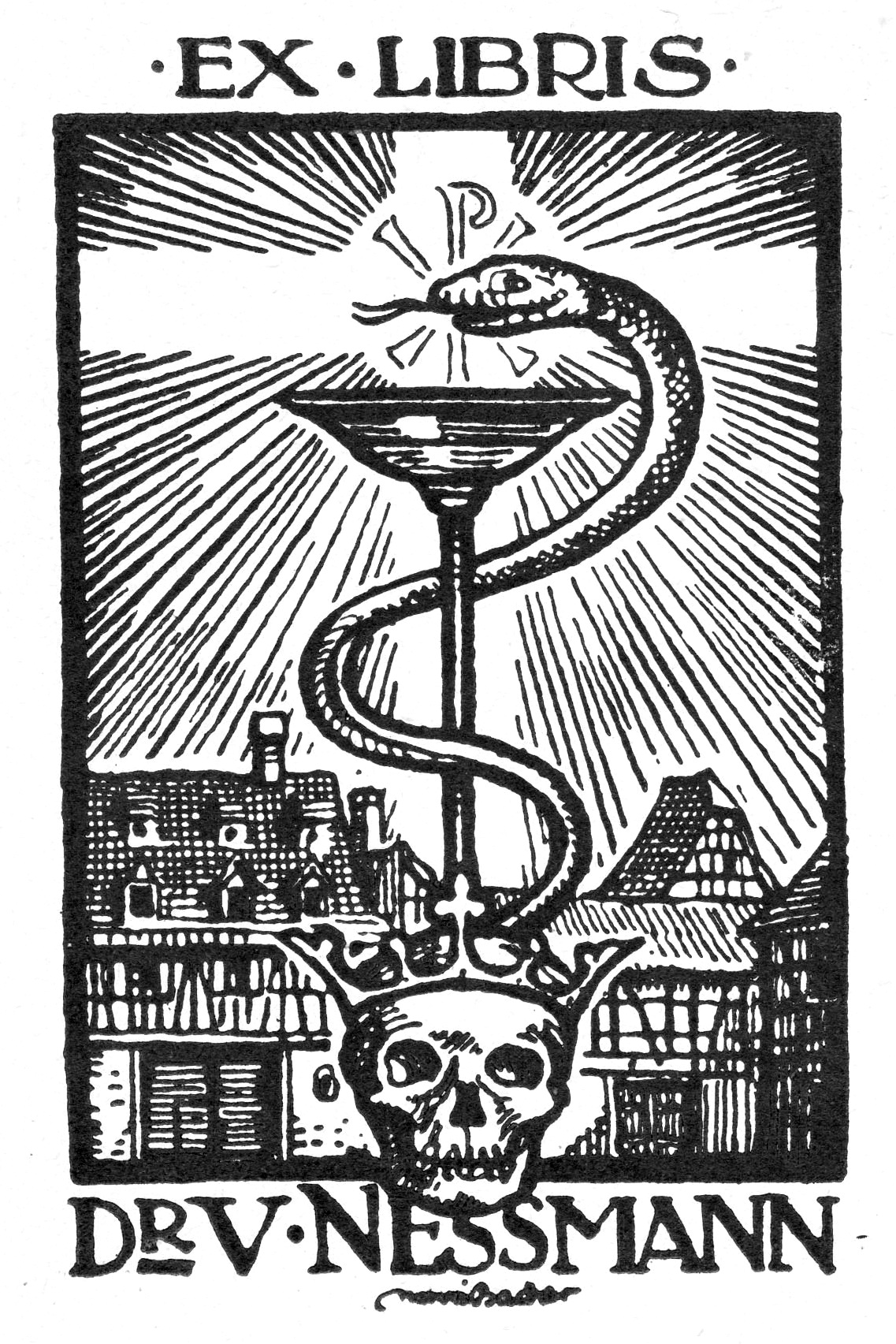
Exlibris, gestaltet von Henri Bacher um 1930

Victor Nessmann (* 17. September 1900 in Straßburg; † 4. oder 5. Januar 1944 in Limoges) war ein elsässisch-französischer Arzt, Résistancekämpfer und Opfer des Nationalsozialismus.

## Leben
Nessmanns Vater Victor Nessmann (1873–1944) war von 1899 bis 1940 Pastor der evangelisch-lutherischen Gemeinde in Westhoffen. Der Sohn besuchte das protestantische Gymnasium in Straßburg. 1918, im letzten Kriegsjahr, wurde er für das deutsche Reichsheer rekrutiert, kehrte aber nach Kriegsende ohne Entlassung in die Heimat zurück und nahm die französische Staatsbürgerschaft an.
An der Universität Straßburg begann er das Medizinstudium. Als praktizierender Protestant und Landsmann Albert Schweitzers ging er 1924 für 18 Monate als Assistenzarzt an dessen Tropenkrankenhaus in Lambarene. 1927 schloss er in Straßburg sein Studium mit der Promotion über Strukturen der „Kolonialmedizin“ ab. Tropenmedizin blieb ein Schwerpunkt seines Interesses. In den Folgejahren spezialisierte er sich in verschiedenen französischen Krankenhäusern in Chirurgie. 1932 ließ er sich in Straßburg mit einer Privatpraxis nieder.
Bei Kriegsbeginn trat er als Sanitätsoffizier in die französische Armee ein. Nach dem Waffenstillstand vom 22. Juni 1940 ging er nach Vichy-Frankreich und leitete und reformierte medizinische Einrichtungen in Périgueux und Sarlat (Dordogne). Dort traf er mit seiner Frau und den vier Kindern zusammen, die aus dem besetzten Elsass geflohen waren.
Schon 1940 nahm Nessmann Kontakt mit Edmond Michelet und der entstehenden Résistance auf, dem organisierten Widerstand gegen das deutsche Besatzungsregime. In Sarlat war er Mitbegründer des Mouvement combat, das später in den Mouvements unis de la Résistance (MUR) aufging. 1942 übernahm er die Regionalleitung der Armée secrète (AS). Zur selben Zeit vergrößerte sich seine Familie um zwei weitere Kinder.

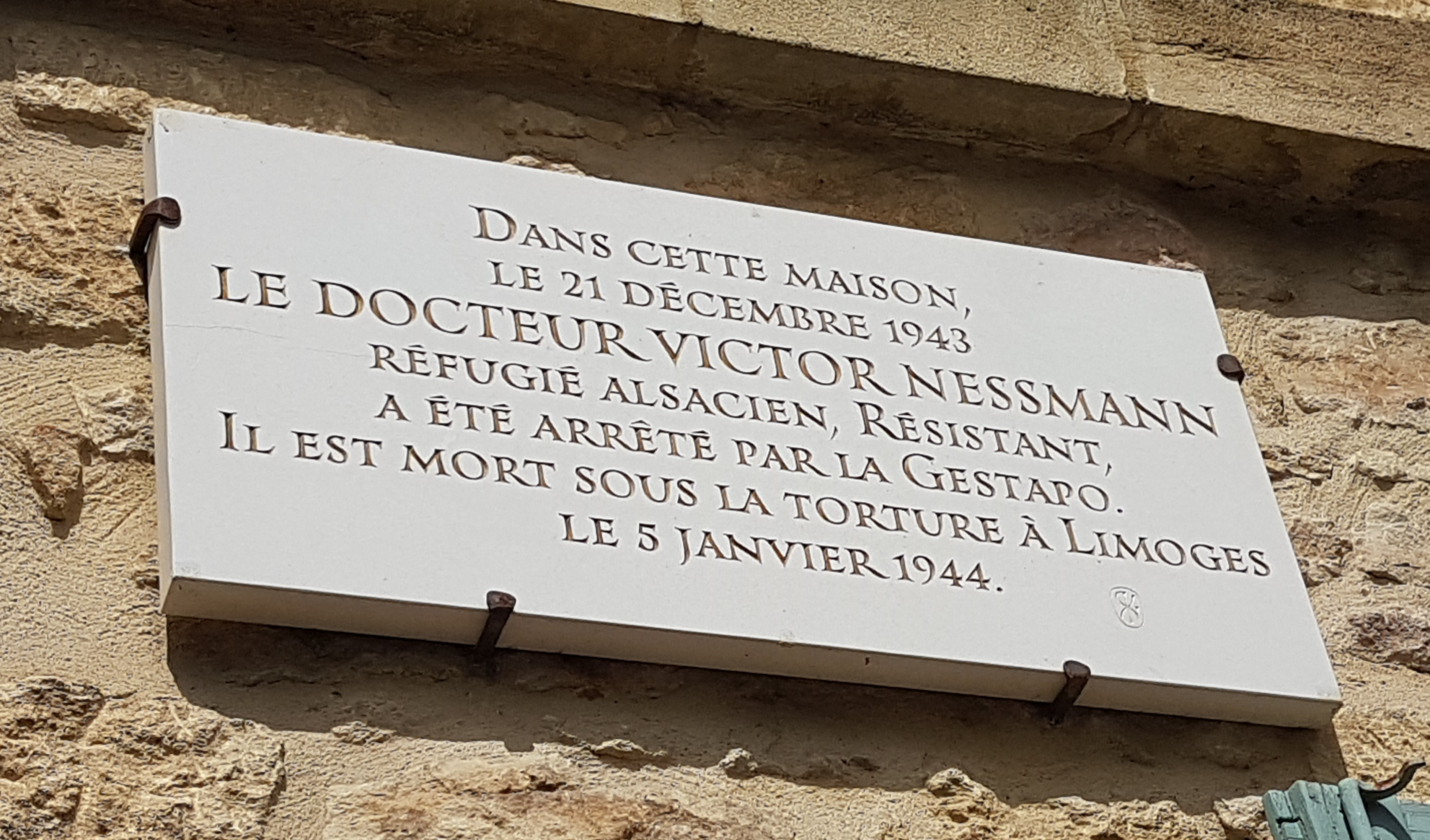
Gedenktafel für Victor Nessmann in Sarlat

1943 verstärkten die Deutschen die Repression in Frankreich und es kam zu mehreren Verhaftungswellen. Am 21. Dezember 1943 wurde Victor Nessmann während seiner ärztlichen Sprechstunde in Sarlat von der Sicherheitspolizei festgenommen. Er wurde zunächst nach Bergerac, dann nach Limoges gebracht und unter Foltern verhört. Am 4. oder 5. Januar 1944 starb er durch die Misshandlungen.

## Ehrungen
Victor Nessmann wurde als Mort pour la France postum mit der Médaille de la Résistance ausgezeichnet und zum Ritter der Ehrenlegion erklärt. Eine Straße in Straßburg und ein Platz in Westhoffen sind nach ihm benannt.
Die Stadt Sarlat gedenkt Victor Nessmann außer mit der Gedenktafel auch mit einer nach ihm benannten Straße, dem Boulevard Nessmann.